# Justus Olshausen
Justus Olshausen, född den 9 maj 1800 i Hohenfelde i Holstein, död den 28 december 1882 i Berlin, var en tysk orientalist. Han var bror till Hermann och Theodor Olshausen samt far till Justus von Olshausen.
Olshausen blev 1823 professor vid Kiels universitet och 1848 universitetets kurator. Av danska regeringen avsattes han 1852 från sina ämbeten på grund av sin inblandning i upproret. År 1853 kallades han till överbibliotekarie och professor i orientaliska språk vid universitetet i Königsberg, och 1858–1874 var han i preussiska kultusministeriet föredragande råd för universitetsärenden. 
Olshausens viktigaste arbeten är Die Pehlewilegenden auf den Münzen der letzten Sassaniden (1843), Die Psalmen erklärt (1853), Lehrbuch der hebräischen Sprache (1861, från alldeles nya synpunkter) samt Erläuterungen zur Geschichte der Pahlavi-schrift (i Berlinakademiens "Monatsberichte", 1880). Han påbörjade även en katalog över de arabiska och persiska handskrifterna i kungliga biblioteket i Köpenhamn (fortsatt och utgiven av August Ferdinand Mehren, "Codices orientales bibliothecæ regiæ hafniensis", II, III, 1851–1857).